# 南河镇 (宕昌县)
南河镇，是中华人民共和国甘肃省陇南市宕昌县下辖的一个乡镇级行政单位。
2016年，甘肃省民政厅批复同意撤销南河乡，设立南河镇。

## 行政区划
南河镇下辖以下地区：
花儿坡村、南河村、脚力铺村、寺卜寨村、路固村、大族村、高桥村、朱各沟村、任藏村、茹树村、上章湾村和八路川村。